# Жилищный кодекс Республики Беларусь
Жилищный кодекс Республики Беларусь (ЖК РБ, бел. Жыллёвы кодэкс Рэспублікі Беларусь) — закон Республики Беларусь в области жилищного законодательства
Кодекс — закон, обеспечивающий полное системное регулирование определенной области общественных отношений (статья 2 Закона Республики Беларусь «О нормативных правовых актах Республики Беларусь»).
Жилищное законодательство Республики Беларусь основывается на Конституции Республики Беларусь и состоит из настоящего Кодекса, декретов и указов Президента Республики Беларусь, постановлений Совета Министров Республики Беларусь и иных актов законодательства Республики Беларусь, регулирующих жилищные отношения (Статья 2)
В систематизированном своде кодов и наименований классификационных делений, отражающих отрасли, подотрасли права и правовые институты, сгруппированные по предмету правового регулирования (утвержден Указом Президента Республики Беларусь от 4 января 1999 г. № 1, в редакции Указа Президента Республики Беларусь от 6 августа 2002 г. № 424) — 07.02 (07 — Жилищное законодательство).

## Задачи жилищного законодательства
Основные::
- обеспечение юридических гарантий получения или приобретения жилых помещений гражданами, нуждающимися в улучшении жилищных условий
- обеспечение свободы граждан и их организаций в реализации жилищных прав и интересов;
- формирование конкуренции работ и услуг на рынке жилья
- создание условий свободного осуществления связанных с жилищными отношениями прав на безопасную и здоровую среду обитания, отдых, получение информации, социально-бытовое и культурное обслуживание
- правовая защита жилищных и связанных с ними прав и интересов субъектов жилищных отношений

## История
Принят Палатой представителей 18 декабря 1998 года. Одобрен Советом Республики 8 февраля 1999 года
21 мая 1999 г. — постановление Совета Республики Национального собрания Республики Беларусь № 503-СР/VII О проекте Закона Республики Беларусь «О внесении изменения в Жилищный кодекс Республики Беларусь». Принятый Палатой представителей и одобренный Советом Республики Национального собрания Республики Беларусь, направлен Президенту Республики Беларусь на подпись.

## Главы
- Глава 1. Общие положения
- Глава 2. Пользование жилыми помещениями
- Глава 3. Учёт граждан, нуждающихся в улучшении жилищных условий
- Глава 4. Обеспечение сохранности государственного и частного жилищных фондов, их эксплуатация и ремонт
- Глава 5. Государственный жилищный фонд
- Глава 6. Частный жилищный фонд
- Глава 7. Ответственность за нарушение жилищного законодательства Республики Беларусь

## Жилищные фонды по областям
Жилые помещения предоставляются гражданам:
- в домах коммунального жилищного фонда
- в домах республиканского жилищного фонда

### Могилевская область
На 31 декабря 2007 г. — 27691,1 тыс. м² общей площади. Увеличение (по сравнению с 2000 годом) — на 738 тыс. м²